# 손수아 (가수)
손수아(본명: 손민정, 1981년 3월 25일 ~ )은 대한민국의 싱어송라이터이며, 모던 록 밴드 펄스데이의 보컬이다.

## 솔로 음반
- 2014년 11월 EP 《수아》